# Tour de France 2019/10. Etappe
Die 10. Etappe der Tour de France 2019 fand am 15. Juli 2019 statt. Die 217,5 Kilometer lange Flachetappe führte von Saint-Flour nach Albi. Der Etappenstart war um 12:10 Uhr in der Allée Georges Pompidou, der scharfe Start erfolgte um 12:22 Uhr östlich von Saint-Georges.

## Rennverlauf
Nach mehreren Angriffen bildete sich schließlich eine sechsköpfige Ausreißergruppe: Tony Gallopin, Michael Schär, Natnael Berhane, Anthony Turgis, Mads Würtz Schmidt und Odd Christian Eiking. Das Peloton ließ sie gewähren, der Abstand überschritt jedoch nie die Dreiminutenmarke. Gut 65 Kilometer vor dem Ziel fiel der Vorsprung der Spitzengruppe unter eine Minute.
Beim letzten Berganstieg der Etappe (Côte de La Malric), ca. 55 Kilometer vor dem Ziel, beschleunigte die Spitzengruppe ihr Tempo und konnte wieder einen Vorsprung von zwei Minuten erarbeiten. Das Peloton entschied sich dann, begünstigt durch die herrschenden Windverhältnisse, zu reagieren – etwa 38 Kilometer vor dem Ziel leitete das Team Deceuninck-Quick-Step, unterstützt von Team Ineos, Team Astana und EF Education First, eine Tempoverschärfung ein. Mehrere Favoriten auf das Gelbe Trikot wie Jakob Fuglsang, Giulio Ciccone, Richie Porte, Rigoberto Urán, Dylan Groenewegen und Thibaut Pinot verloren durch mehrere Windkanten den Anschluss ans Peloton. George Bennett, der bis dato Viertplatzierte in der Gesamtwertung, gehörte mittlerweile zu einer zweiten Verfolgergruppe. Das Feld wurde in mehrere Verfolgergruppen aufgespalten.
25 Kilometer vor dem Ziel wurden die ursprünglichen Ausreißer von der ersten Verfolgergruppe eingeholt. Insbesondere Team Sunweb und Team Ineos diktierten nun das Tempo der letzten Etappenkilometer und führten eine etwa 40-köpfige Fahrergruppe an. Das erste Verfolgerfeld aus Pinot, Fuglsang, Porte und Uran konnte zwar den Abstand kurzzeitig auf ca. 15 Sekunden reduzieren, doch die große Spitzengruppe verschärfte das Tempo erneut und der Abstand stieg wieder auf über eine Minute. In der Spitzengruppe stürzte Mikel Landa rund 19 Kilometer vor dem Ziel und musste sich hinter der ersten Verfolgergruppe einreihen.
Zehn Kilometer vor dem Ziel lag die Spitzengruppe 50 Sekunden vor der ersten Verfolgergruppe, 1:30 Minuten vor der zweiten Verfolgergruppe um Landa und Ciccone sowie ca. 3 Minuten vor der dritten Verfolgergruppe um Bennett. Im Sprinterduell konnte der Belgier Wout van Aert den Etappensieg in einem Fotofinish für sich entscheiden, Tageszweiter wurde Elia Viviani, Caleb Ewan wurde Dritter. Die erste Verfolgergruppe überquerte die Ziellinie mit einem Rückstand von 1:40 Minuten, die zweite Verfolgergruppe mit 2:09 Minuten Rückstand. Julian Alaphilippe behielt sein Gelbes Trikot und baute sein Vorsprung aus, während Giulio Ciccone das Weiße Trikot an den Kolumbianer Egan Bernal übergeben musste. Das Movistar Team übernahm die Führung in der Mannschaftswertung. Natnael Berhane wurde als kämpferischsten Fahrer der Etappe ausgezeichnet.
In Albi folgte der erste Ruhetag.

## Zeitbonus
| Zeitbonus am Etappenziel | Zeitbonus am Etappenziel |
| Fahrer                   | Zeitbonus                |
| ------------------------ | ------------------------ |
| Wout van Aert (TJV)      | 10 Sekunden              |
| Elia Viviani (DQT)       | 6 Sekunden               |
| Caleb Ewan (LTS)         | 4 Sekunden               |